# Electron Libre
Électron Libre jest to czwarty album francuskiej wokalistki Nadiyi. Premiera światowa miała miejsce 8 grudnia 2008 roku. Płytę promują dwa single: "No Future in the Past" w duecie z Kelly Rowland i "Laisse le destin l'emporter", gdzie artystce towarzyszy Enrique Iglesias.

## Lista piosenek
1. "J'irais Jusque Là"
2. "Voler Tes Rêves" feat. Stephen Simmonds
3. "Tired Of Being Sorry (Laisse Le Destin L'emporter)" feat. Enrique Iglesias
4. "No Future in the Past" feat. Kelly Rowland
5. "Miss You" feat. Enrique Iglesias
6. "Orpheline De L'amour"
7. "Ma Résilience"
8. "A Mon Père"
9. "Il Suffit D'un Mot"
10. "La Lettre"
11. "Mon Kiss A Oxygène"
12. "Jamais"
13. "Solitaire"